# Kivuiops elgonensis
Kivuiops elgonensis is een haft uit de familie Baetidae. De wetenschappelijke naam van de soort is voor het eerst geldig gepubliceerd in 2012 door Kluge.
De soort komt voor in het Afrotropisch gebied.